# Cantone di Saint-Paulien
Il Cantone di Saint-Paulien è una divisione amministrativa dell'Arrondissement di Le Puy-en-Velay.
A seguito della riforma approvata con decreto del 17 febbraio 2014, che ha avuto attuazione dopo le elezioni dipartimentali del 2015, è passato da 7 a 19 comuni.

## Composizione
I 7 comuni facenti parte prima della riforma del 2014 erano:
- Blanzac
- Borne
- Lavoûte-sur-Loire
- Lissac
- Saint-Geneys-près-Saint-Paulien
- Saint-Paulien
- Saint-Vincent

Dal 2015 i comuni appartenenti al cantone sono i seguenti 19:
- Bellevue-la-Montagne
- Blanzac
- Borne
- Céaux-d'Allègre
- Chaspuzac
- Fix-Saint-Geneys
- Lissac
- Loudes
- Saint-Didier-d'Allier
- Saint-Geneys-près-Saint-Paulien
- Saint-Jean-de-Nay
- Saint-Paulien
- Saint-Privat-d'Allier
- Saint-Vidal
- Sanssac-l'Église
- Vazeilles-Limandre
- Vergezac
- Vernassal
- Le Vernet